# Ереванская студия документальных фильмов
Ереванская студия документальных фильмов — киностудия телефильмов и документальных фильмов.

## История
В 1938—1957 гг. киностудия «Арменфильм» именовалась как «Ереванская киностудия». В 1959 г. сектор кинохроники и телефильмов был выделен в самостоятельную киностудию — «Ереванская студия хроникальных, документальных и научно-популярных фильмов» («Ереванская студия хроникально-документальных и научно-популярных фильмов») впоследствии называемую «Ереванская студия документальных и научно-популярных фильмов», «Ереванская студия хроникально-документальных фильмов». В 1982 г. воссоединилась с Арменфильмом и вновь обрела независимость.